# Denis Sauvé
Denis Sauvé est un écrivain franco-ontarien.

## Biographie
Né à Hawkesbury dans l’Est de l'Ontario, il obtient un baccalauréat en éducation après avoir étudié l’histoire et le français à l’Université d’Ottawa. Par la suite, il devient enseignant à Sudbury, puis à Hawkesbury, avant d’enseigner pendant plus de vingt ans à l’école secondaire régionale d’Alexandria, devenue Le Relais.
Retraité depuis 2009, il a écrit en collaboration avec Jean-Claude Larocque l’histoire d’Étienne Brûlé (en trois tomes) aux Éditions David. Ce projet, débuté dès Février 2007, est issu d’une volonté partagée avec Jean-Claude Larocque d’ouvrir les jeunes à la lecture. Cette trilogie historique bénéficie d’une très bonne critique. Michel-Ernest Clément affirme ainsi que « Les auteurs usent d’une approche dynamique de l’Histoire que l’on souhaiterait toujours aussi habilement romancée dans une même perspective d’exactitude et de convivialité. ». Le premier tome de la trilogie a été nommé au Prix du livre d’enfant Trillium, finaliste au Prix littéraire Le Droit 2010 dans la catégorie littérature jeunesse ainsi que finaliste pour le Prix Huguette-Parent en 2010. Le dernier tome sera publié au cours du mois d’Octobre 2011.

## Œuvres
- John et le Règlement 17 de Jean-Claude Larocque et Denis Sauvé. Éditions David. Janvier 2014. Prix de la Toronto French School 2014.
- Étienne Brûlé, le fils de Champlain Tome 1 de Jean-Claude Larocque et Denis Sauvé. Éditions David. Janvier 2010. 978-2-89597-119-1.
- Étienne Brûlé, le fils des Hurons Tome 2 de Jean-Claude Larocque et Denis Sauvé. Éditions David. Octobre 2010. 978-2-89597-130-6.
- Étienne Brûlé. Le fils sacrifié Tome 3 de Jean-Claude Larocque et Denis Sauvé. Éditions David. Octobre 2011.